# إدوارد بال
إدوارد بال (بالإنجليزية: Edward Ball)‏ (10 فبراير 1859 - 31 يوليو 1917) هو لاعب كريكت بريطاني (وحمل سابقاً جنسية المملكة المتحدة لبريطانيا العظمى وأيرلندا).